# Union sportive des transports de Sfax
L'Union sportive des transports de Sfax (USTS) est un club omnisports tunisien basé à Sfax. Elle possède actuellement des sections de volley-ball, de rugby à XV et de judo. Elle avait dans le passé une section de handball qui a évolué en division nationale.

## Histoire
Le club est créé en 1963 sous le nom d'El Amal sportif sfaxien (EASS) sous la présidence du reporter sportif Mokhtar Baccour. En 1966, il remporte le championnat de seconde division sud puis remporte les barrages nationaux, ce qui lui permet d'accéder en division nationale. Il fusionne avec l'Union sportive de Sfax (USS), obtient le parrainage de la société régionale de transport de Sfax et adopte alors son nom actuel.
Son équipe, dirigée par Ahmed Sellami et composée des frères Ahmed, Ali et Abdelaziz Bousarsar, de Mokhtar Sallam, Slim Dahmani, Moncef Louati, Ezzedine Bouzid, Mohamed Salah Barkia, Mohamed Agrebi, Abdelaziz Derbal, Mustapha Sassi et Fethi Ksouda, s'impose rapidement comme l'une des meilleures du pays. Après avoir été troisième en 1970 et 1971, elle remporte le titre de champion de Tunisie en 1972. L'apport de jeunes joueurs, à l'instar de Mohamed Kerkeni, Moncef Belayba, Abderrazak Miladi et Bahri Trabelsi, est significatif. 
Elle devient une véritable école et cumule les titres dans les catégories juniors. Mais le manque de moyens financiers l'empêche de conserver ses joueurs et le Club africain lui prend en particulier ses cinq meilleurs joueurs. Leurs jeunes successeurs, Rachid Boussarsar, Hédi Bousarsar, Abdelmajid Khrouf, Ridha Bousarsar et Fakher Chalgham, font de leur mieux mais, après le départ des deux premiers, le club rétrograde en division inférieure à l'issue de la saison 1980-1981.
Le doute s'installe dans l'équipe et la dissolution est envisagée mais, six ans après, ses jeunes minimes et cadets remportent le championnat national, ce qui amène les dirigeants à sacrifier la section de handball. L'équipe revient parmi l'élite en 1989 mais continue à souffrir du départ de ses meilleurs éléments : Slim Chebbi, Atef Loukil, Amine Ben Salah, Anouar Taouarghi, Slim Masmoudi, Hakim Zouari, etc.
Elle revit la chute en 1990 puis en 2000, pour une saison, et en 2003 pour quatre saisons, au moment où paradoxalement ses jeunes sont souvent lauréats.
En 2015, il est présidé par Houssem Bouhlel.

## Palmarès

### Seniors
- Championnat de Tunisie : 1972
- Coupe de Tunisie :
  - Finaliste : 1972, 1974, 1994, 1996

### Jeunes
- Championnat de Tunisie juniors : 1976, 1977, 1978, 1993, 2008
- Championnat de Tunisie cadets : 1972, 1976, 1987, 1990, 2013
- Championnat de Tunisie minimes : 1975, 1987, 2002
- Championnat de Tunisie benjamins : 2007, 2008, 2015, 2016, 2017, 2018
- Championnat de Tunisie écoles : 1999, 2003, 2004, 2017, 2018
- Coupe de Tunisie juniors : 1974, 1979, 1990, 2007, 2008, 2018
- Coupe de Tunisie cadets : 1973, 1976, 1981, 1990, 1991
- Coupe de Tunisie écoles : 2004, 2009, 2016, 2017, 2018

## Entraîneurs
- 1966-1973 : Ahmed Sellami
- 1973-1974 : Ali Bousarsar
- 1974-1975 : Abdelkader Gargouri
- 1975-1978 : Ali Bousarsar
- 1978-1979 : Tahar Trabelsi
- 1979-1983 : Ezzedine Bouzid
- 1983-1985 : Tahar Trabelsi
- 1985-1987 : Ezzedine Bouzid
- 1987-1988 : Hédi Karray
- 1988-1991 : Mohamed Trabelsi
- 1991-1992 : Foued Kammoun
- 1992-1993 : Abdelmajid Khrouf
- 1993-1995 : Mohamed Trabelsi
- 1995-1996 : Miloud Tlemçani
- 1996-1997 : Mohamed Trabelsi
- 1997-1998 : Mohamed Kerkeni puis Kamel Ben Salem
- 1998-1999 : Mohamed Louati
- 1999-2000 : Tarek Ben Chikha
- 2000-2001 : Salem Ben Ghazi
- 2001-2002 : Mohamed Trabelsi
- 2002-2003 : Mohamed Trabelsi puis Hichem Khecharem
- 2003-2006 : Ghazi Koubaâ
- 2006-2007 : Mohamed Trabelsi
- 2008-2010 : Ezzedine Chaffaï
- 2010-2011 : Makram Alimi
- 2011-2012 : Anis Mallek
- 2012-2014 : Tarek Ben Chikha
- 2014-2016 : Atef Loukil
- 2016-2018 : Moncef Belayba
- 2018-2019 : Sabeur Abdelwahed